# Legija za zasluge
Legija za zasluge (angleško Legion of Merit) je vojaško odlikovanje oboroženih sil ZDA, ki je podeljeno za vrhunske dosežke in zasluge med opravljanjem nalog. Odlikovanje se podeljuje pripadnikom posameznih vej oz. rodov oboroženih sil ZDA, pa tudi tujim vojaškim in političnim ter vladnim osebnostim. 

## Posebnosti
Legija za zasluge je prvo odlikovanje Združenih držav Amerike, ustanovljeno posebej tudi za državljane drugih držav. Ustanovljeno je bilo z zakonom kongresa ZDA 20. julija 1942 in spremenjeno z izvršnim odlokom 15. marca 1955. Legija za zasluge je edino odlikovanje ZDA, ki ima več stopenj.

### Stopnje odlikovanja:
- Legionnaire (legionar)
- Officer (častnik)
- Commander (poveljnik)
- Chief Commander (vrhovni poveljnik)

## Nekateri znani nosilci
- Dragoljub »Draža« Mihajlović, general (posmrtno)
- Harold Alexander, britanski feldmaršal
- Dwight David Eisenhower, ameriški general, 34. predsednik ZDA

### Slovenci:
- Janez Kavar, brigadir Slovenske vojske, obrambni ataše Republike Slovenije v ZDA
- Ladislav Lipič, generalmajor Slovenske vojske, načelnik Generalštaba Slovenske vojske
- Branimir Furlan, brigadir Slovenske vojske, poveljnik sil Slovenske vojske
- Bojan Pograjc, brigadir Slovenske vojske, namestnik poveljnika Natove sile za Kosovo
- Ivan Mikuž, polkovnik Slovenske vojske, obrambni ataše Republike Slovenije v ZDA
- Miha Škerbinc - Barbo, brigadir Slovenske vojske, poveljnik 1. brigade